# Dolerus blanki
Dolerus blanki är en stekelart som beskrevs av Liston 1995. Dolerus blanki ingår i släktet Dolerus, och familjen bladsteklar. Arten är reproducerande i Sverige.